# منشأة السلام (الدقهلية)
قرية منشأة السلام هي إحدى القرى التابعة لمركز محلة دمنة في محافظة الدقهلية في جمهورية مصر العربية. حسب إحصاءات سنة 2006، بلغ إجمالي السكان في منشأة السلام 6242 نسمة، منهم 3173 رجل و3069 امرأة.